# 4008 Corbin
4008 Corbin este un asteroid din centura principală, descoperit pe 22 ianuarie 1977.